# Laska Marszałkowska Senatu Rzeczypospolitej Polskiej
Laska Marszałkowska Senatu Rzeczypospolitej Polskiej – symbol władzy marszałka lub wicemarszałka Senatu Rzeczypospolitej Polskiej. Niektóre źródła mówią, że laska marszałkowska zaczęła być używana na terenie Polski w XIV wieku.

## Zastosowanie
Dawniej była zwykle użytkowana podczas uroczystych pochodów, z nią marszałek przewodniczył zgromadzeniom Senatu. Miała nie tylko znaczenie symboliczne, często uderzaniem nią w podłogę marszałek uciszał zbyt burzliwie obradujących senatorów.
Obecnie w polskim parlamencie marszałek Senatu posługuje się nią tylko w dwóch sytuacjach: trzykrotne uderzenie laski marszałkowskiej w podłogę otwiera i zamyka obrady Senatu.

## Historia
Laska marszałkowska od czasów najdawniejszych była godłem władzy i dostojeństwa. Nieznana jest dokładna lista wszystkich lasek marszałkowskich używanych w Senacie w całej historii Polski. Opisane w książkach i innych pracach zostały tylko nieliczne. Niektóre źródła mówią, że laska marszałkowska zaczęła być używana w Senacie na terenie Polski w XIV wieku.

### Lata 1788–1792

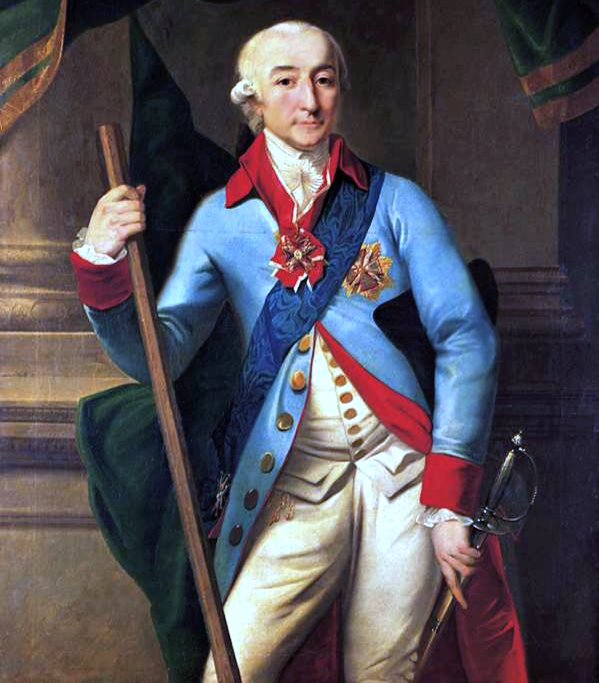
Marszałek Senatu Stanisław Małachowski trzyma w prawej ręce laskę marszałkowską używaną za czasów Sejmu Czteroletniego.

Od 1788 do 1792 roku funkcje laski marszałkowskiej, pełnił kij wykonany z drewna dębowego o wysokości 165 cm, używany za czasów Sejmu Czteroletniego Stanisława Małachowskiego. Była ona całkowicie pozbawiona ozdób. Mieści się na niej napis: „Laska, którą Stanisław Małachowski na Seymie pamiętnym Konstytucyją 3 maja piastował od roku 1788 do 1792”. Obecnie pełni funkcję eksponatu w Muzeum Książąt Czartoryskich w Krakowie.

### 1830, powstanie listopadowe
Od około 1830 roku, za czasów powstania listopadowego laska marszałkowska Senatu RP była potocznie nazywana „Laską Władysława Tomasza Ostrowskiego”. Zakończona była pozłacaną kulą, na której mieścił się srebrny orzeł, wzorowany na napoleońskich orłach sztandarowych. Laskę po zakończeniu powstania listopadowego pocięto na części, które opatrzono lakowym odciskiem pieczęci sejmowej oraz podpisem ówczesnego marszałka Władysława Tomasza Ostrowskiego i rozdano ją jako pamiątkę po powstaniu.

### Lata 1920–1946

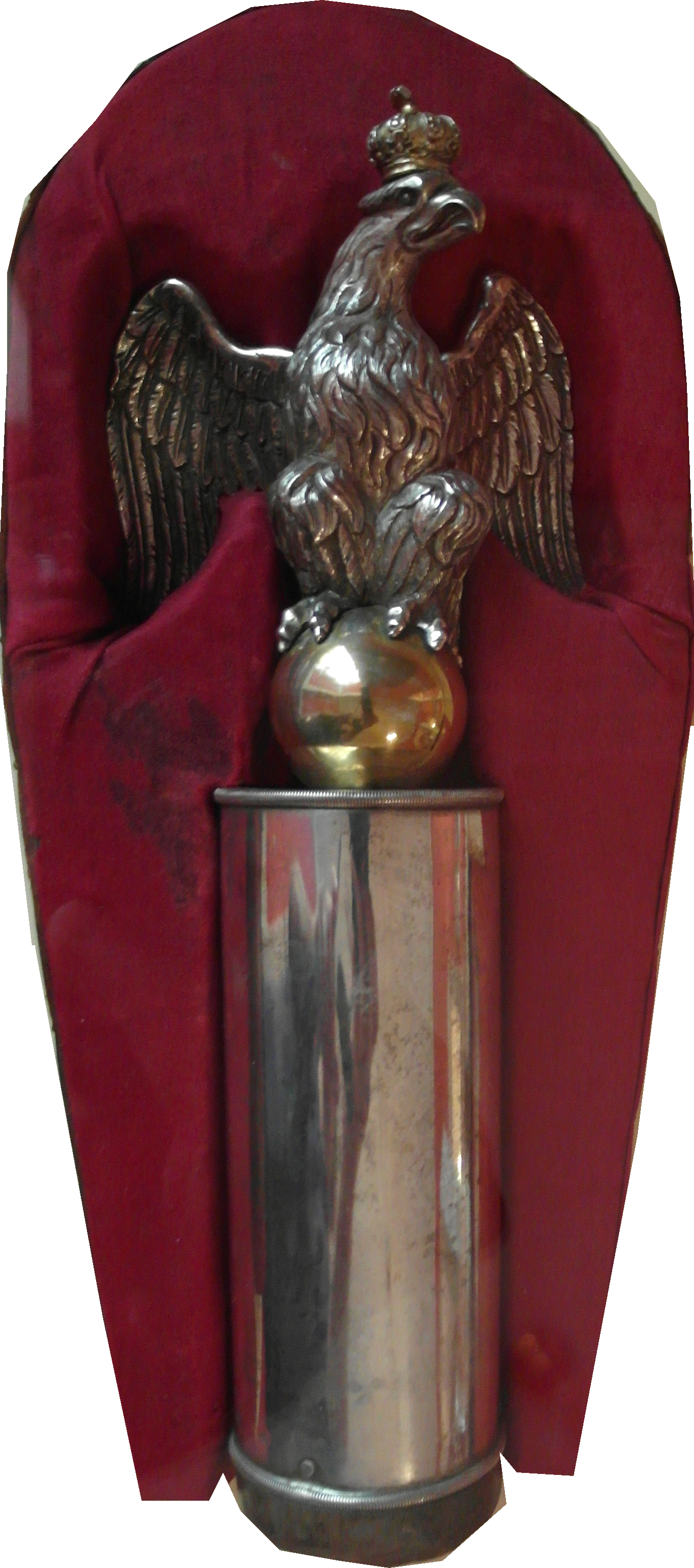
Laska marszałkowska za czasów Władysława Ostrowskiego

23 kwietnia 1920 roku rozpoczęto użytkowanie kolejnej laski marszałkowskiej Senatu Rzeczypospolitej Polskiej za czasów Sejmu Ustawodawczego. Jej głowica, wykonana została w stylu barokowym i miała formę łodzi unoszonej przez fale z siedzącym na miejscu masztu orłem na dębowym wieńcu. Wykonana została z brązu przez firmę będącą własnością braci Łopieńskich w Warszawie.

### Okres powojenny
W czasach Polskiej Rzeczpospolitej Ludowej, po zakończeniu II wojny światowej, instytucja Senatu została zniesiona na podstawie wyników sfałszowanego referendum ludowego z 1946 roku i od tamtego czasu przez ponad 40 lat Sejm był jedyną izbą polskiego parlamentu, aż do wyborów, które odbyły się 4 czerwca 1989.
Przez okres 2 lat, od 1989 w Senacie używano powojennej Laski Marszałkowskiej Sejmu Ustawodawczego Władysława Kowalskiego. 12 kwietnia 1991 roku przedstawiciele Cechu Rzemiosł Artystycznych uroczyście przekazali ówczesnemu marszałkowi Senatu Andrzejowi Stelmachowskiemu nową laskę marszałkowską, która użytkowana jest do dziś. Zaprojektowana została przez architektów Andrzeja i Barbarę Kaliszewskich oraz Bohdana Napieralskiego, będących także autorami projektu obecnej sali posiedzeń Senatu. Laska wykonana została przez Lecha Kalinowskiego i Zygmunta Dzierga. Jej mahoniowe drzewce zostały ozdobione podłużnym żebrowaniem srebrzonych prętów metalowych. Na lasce wypisane się daty: 3 V 1791, 11 XI 1918 oraz 4 VI 1989, upamiętniające pierwsze po II wojnie światowej demokratyczne wybory do Senatu. Laskę marszałkowską wieńczy stylizowana pozłacana korona piastowska Kazimierza Wielkiego, ozdobiona 4 jasnymi kamieniami bursztynu.